# Dodge Town Panel
De Dodge Town Panel was een op de huidige Sports Utility Vehicle gelijkend automodel van het Amerikaanse merk Dodge uit de jaren 1950 en jaren 1960. De Town Panel was ook nauw verwant met de Dodge Town Wagon. De Town Panel werd in 1954 in productie genomen. Vanaf 1957 werd het model ook met vierwielaandrijving aangeboden. De Town Panel werd tot 1966 gebouwd. De Dodge Town Panel werd voornamelijk gebruikt als bestelwagen waar de Town Wagon meer de familievariant was. Daarom had de Town Panel ook geen achterbank of -vensters.